# Цезулении
Цезулениите (gens Caesulena) са фамилия от Древен Рим по време на късната Римска република.
Цицерон пише за Луций Цезулен в Brutus, 34.